# 레드 조안
레드 조안(Red Joan)은 영국에서 제작된 트레버 넌 감독의 2018년 드라마, 스릴러 영화이다. 주디 덴치 등이 주연으로 출연하였고 데이비드 파핏 등이 제작에 참여하였다.

## 출연

### 주연
- 주디 덴치
- 소피 쿡슨
- 톰 휴즈